# Цветовая палитра
Цветовая палитра (палитра цвета) — фиксированный набор (диапазон) цветов и оттенков, имеющий физическую или цифровую реализацию в том или ином виде (например, атлас цветов, системная цветовая палитра, Московская цветовая палитра). В переносном смысле — подбор цветов, характерный для живописной манеры данного художника в определённый период его творчества.

## Основные виды цветовых палитр
Существуют три основные палитры цветов :
1. Самая известная и популярная — RAL. Впервые стандарт RAL был представлен в 1927 году Немецким Институтом Гарантий Качества и Сертификации (Райхс-Аусшус фюр Лифербедингунген — RAL) по просьбе производителей лакокрасочной продукции. Институт установил стандарт на цветовое пространство, разделив его на диапазоны и обозначив каждый цвет однозначным цифровым индексом. Номера четырёхзначные, (№ XXXX) где 1xxx — жёлтые (27 шт) , 2xxx — оранжевые (12 шт), 3xxx — красные (22 шт), 4xxx — фиолетовые (10 шт), 5xxx — синие (23 шт), 6xxx — зеленые (32 шт), 7xxx — серые (37 шт), 8xxx — коричневые (19 шт), 9xxx — светлые и тёмные (12шт). Для определения цвета по системе RAL издаются вееры, каталоги и программное обеспечение. Всего содержится более двух тысяч оттенков по RAL.
2. Более современная и быстрорастущая NCS (англ. Natural Color System, естественная система цвета). Эта цветовая модель была предложенная Скандинавским институтом цвета (Skandinaviska Färginstitutet AB), Стокгольм, Швеция в 1979 году. Она основана на системе противоположных цветов и нашла широкое применение в промышленности для описания цвета продукции.
При описании цвета по NCS используются шесть простых цветов: белый, чёрный, красный, жёлтый, зелёный и голубой (то есть таких, которые нельзя описать сочетанием двух других, кроме зелёного, его можно получить сочетанием жёлтого и синего). Все остальные цвета представлены сочетанием основных (например, оранжевый — одновременно красноватый и желтоватый). Это облегчает интуитивное понимание цвета из его кодированной записи, в то время как в таких системах как RGB мысленная визуализация цвета по трём цифрам довольно сложна.
В описании цвета учитывается близость к черному — темнота цвета, чистота цвета (насыщенность) и процентное соотношение между двумя основными цветами. Полная запись цвета может также включать кодовую букву, обозначающую версию стандарта NCS. Для определения цвета по системе NCS издаются каталоги и программное обеспечение. Последняя редакция цветового веера содержит 1950 цветов.
3. Pantone. Используется в основном в полиграфии. Разработанная американской фирмой Pantone Inc в середине XX века. Использует цифровую идентификацию цветов изображения для полиграфии печати как смесевыми, так и триадными красками. Эталонные пронумерованные цвета напечатаны в специальной книге, страницы которой веерообразно раскладываются.
Существует множество каталогов образцов цветов Pantone, каждый из которых рассчитан на определённые условия печати. Например, для печати на мелованной, немелованной бумаге, каталог для металлизированных красок (золотая, серебряная) и т. д. Производитель настаивает на том, что «веера» необходимо ежегодно заменять, так как за это время процесс выцветания и истирания изображения делает цвета неточными.

## Цветовые палитры в компьютерной графике
Цветовые палитры — часть графического интерфейса GDI. Часто выделяют системную цветовую палитру и пользовательские палитры.